# St. Johann (Weilheim in Oberbayern)

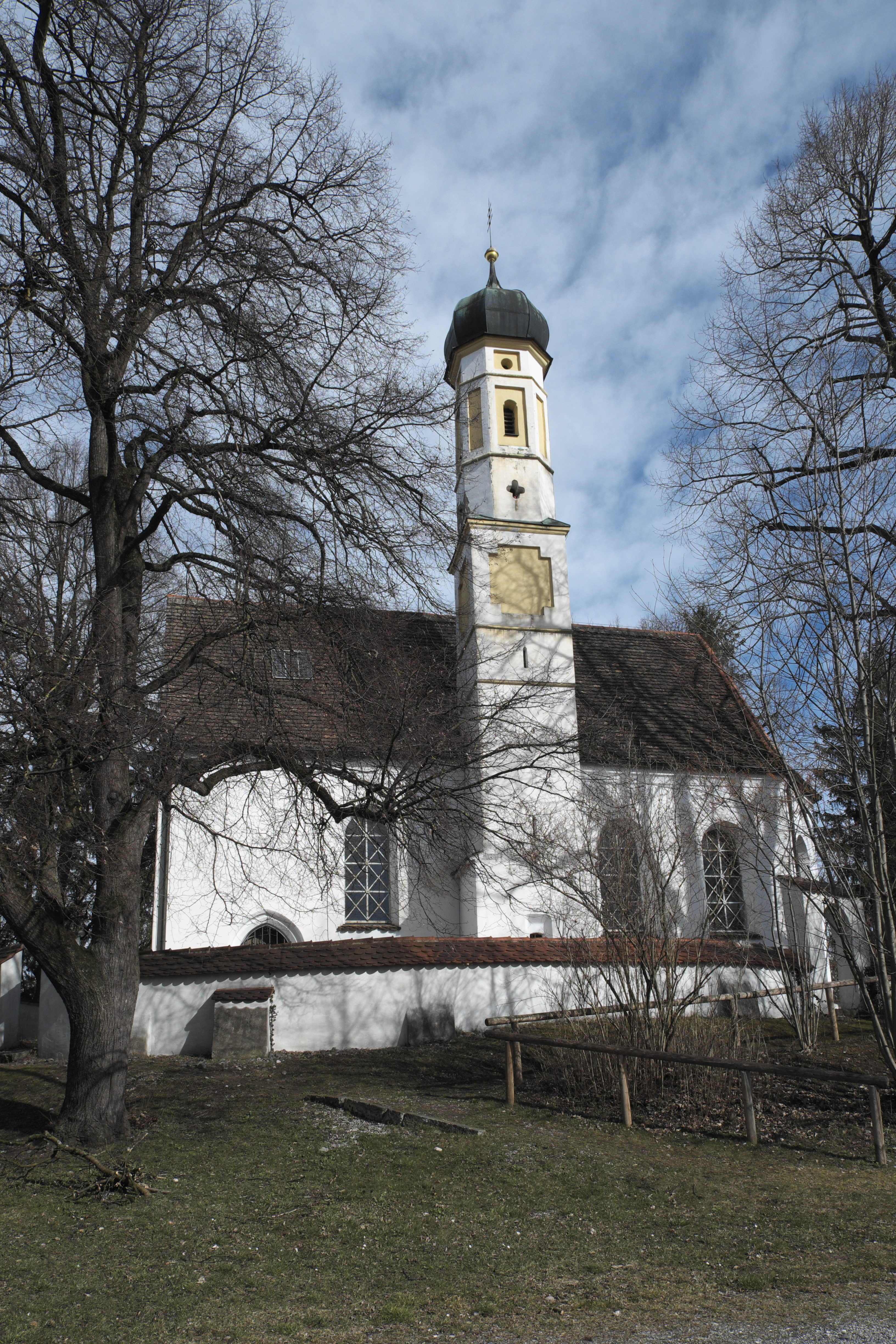
St. Johann von Süden

Die römisch-katholische Filialkirche St. Johann Baptist und Evangelist (auch Töllernkirche genannt) steht auf einer kleinen Anhöhe in der Ortslage Töllern der Kreisstadt Weilheim in Oberbayern. Das denkmalgeschützte Gotteshaus gehört mit der Pfarreiengemeinschaft Weilheim zum Dekanat Weilheim-Schongau im Bistum Augsburg.

## Geschichte

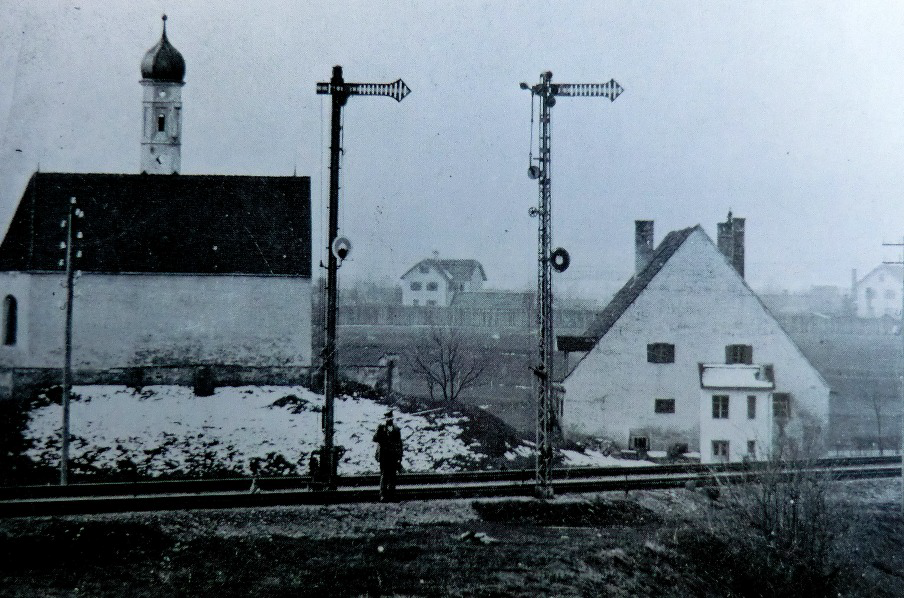
St. Johann (links) von Norden um 1900

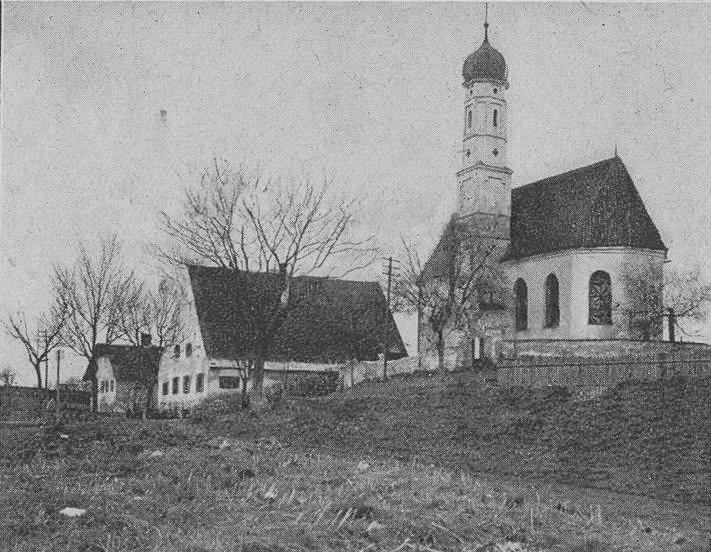
St. Johann von Südosten, 1919

Die Kirche wurde um 1400 erbaut und im Jahr 1409 erstmals erwähnt. Damals lag der Weiler, in dem sie stand, weit außerhalb der Stadtmauern. Das Gotteshaus diente den Kranken aus dem benachbarten Leprosenhaus als Kirche, der angrenzende Friedhof war deren letzte Ruhestätte. Auch bußfertige Hingerichtete wurden hier begraben. Der Chor wurde wohl 1490 angefügt. Im Jahr 1583 wurde der Turm erhöht.

## Beschreibung und Ausstattung
An die schlichte Saalkirche mit fünfseitigem Chorschluss ist südlich der Zwiebelturm angeschlossen.

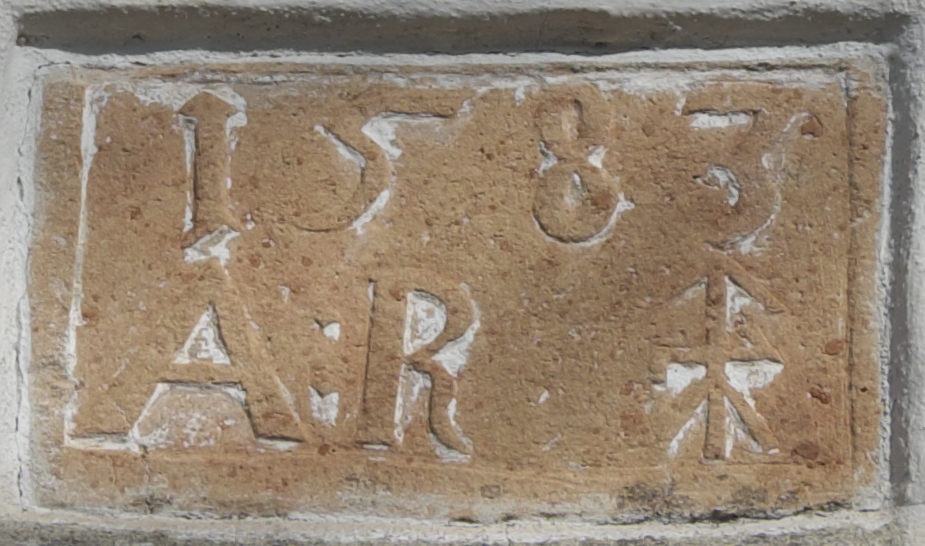
Bauinschrift

An der Südseite des Turms befindet sich in etwa 3,5 Metern Höhe eine Bauinschrift, die 1862 freigelegt wurde. Die Schrift in dem rotgebrannten Ziegel lautet: „1583 / A R ·“, dazu ein Handwerkerzeichen.
An der Westwand wurde 1950–1952 ein Wandbild mit einer Darstellung von Christus als Weltenrichter freigelegt. Es wird Elias Greuter dem Älteren zugeschrieben.
Die Kirchhofsmauer mit drei von Pfeilern gerahmten Durchgängen stammt aus dem 17. Jahrhundert. Neben der Kirche steht das Leprosenhaus.

### Glocken
Franz Sales Gailler berichtet 1756 von zwei Glocken in St. Johann. Die kleinere trug die Inschriften „† W. Steger gos mich in Minchen 1582 iar“ sowie „S. Koch“ und „V. Pognerin“. Die größere war unverziert und wurde 1831 für das neue Geläut der Stadtpfarrkirche Mariä Himmelfahrt eingeschmolzen. Als Ersatz goss der Weilheimer Daniel Kennerknecht 1744 eine 49 kg schwere, auf fis2 gestimmte Glocke. Letztere Glocke wurde im Ersten Weltkrieg abgeliefert und eingeschmolzen, die kleinere fiel trotz ihres Alters dem Zweiten Weltkrieg zum Opfer.
Nach dem Krieg erhielt die Kirche 1955 eine neue, 42 kg schwere Glocke aus der Kemptener Glockengießerei Gebhard. Diese ist auf den Ton b2 gestimmt und trägt die Inschrift „METANOEITE“ (deutsch ‚Denket um!‘).